# Gustaf Wejnarth
Carl Gustaf Olof Wejnarth (Eskilstuna, 24 aprile 1902 – Örebro, 22 aprile 1990) è stato un velocista svedese, specializzato nei 400 metri piani.

## Palmarès
- Giochi olimpici

Parigi 1924: argento nella staffetta 4×400 metri.